# Ulocladium septosporum
Ulocladium septosporum är en svampart som först beskrevs av Preuss, och fick sitt nu gällande namn av E.G. Simmons 1967. Ulocladium septosporum ingår i släktet Ulocladium och familjen Pleosporaceae.   Inga underarter finns listade i Catalogue of Life.